# القتيب (حبيش)

تعديل مصدري - تعديل

القتيب محلة تابعة لقرية برحات، التابعة لعزلة قحزة بمديرية حبيش إحدى مديريات محافظة إب في الجمهورية اليمنية، بلغ تعداد سكانها 101 حسب تعداد اليمن لعام 2004.